# Zugor István
Zugor István (Székesfehérvár, 1903. február 21. – Budapest, 1984. július 1.) magyar református lelkész, szótáríró, az első holland–magyar, illetve magyar–holland szótár irója.

## Élete
1921 és 1927 között a budapesti Református Theológia Akadémián tanult, közben 1923-tól 1924-ig a németországi Bethelben dolgozott betegápolóként. 1927-ben a budapesti Kálvin téri, majd a józsefvárosi gyülekezet segédlelkésze lett, 1928-tól 1929-ig pedig a hollandiai Utrechti Egyetemen tanult ösztöndíjasként. Hazatérése után Kalocsán lett segédlelkész, majd 1930-ban lelkésszé szentelték. 1935-ben a biai gyülekezet választotta lelkipásztorának, ahol 1964-es nyugdíjazásig tevékenykedett. Lelkészként újjászervezte a biai Gazdakört, megszervezte a Községi Legeltető Társulatot, és különböző tanfolyamokat szervezett. 1942-ben Ravasz László püspök megbízásából a Dunamelléki Református Egyházkerület vagyonkezelője lett, e munkáját az államosításig végezte. 1952 és 1959 között egyházmegyei tanácsbíró volt.
Főleg holland nyelvű teológiai műveket olvasott, ezért saját részére készített egy 75 ezer szavas holland-magyar kéziszótárt. 1962-től 1963-ig Utrechtben dolgozott a szótár összeállításán a Stipendium Bernardium ösztöndíjával. 1964-ben nyugdíjazását kérte, és teljes idejét a szótárnak szentelte, melynek anyagát hollandul nem tudó felesége gépelte le. Az első Holland–magyar kisszótár (kb. 25 ezer szóval) a Terra kisszótár sorozatban 1967 decemberében jelent meg. 1970 novemberében az Akadémiai Kiadóval kötött szerződést a Magyar–holland kisszótár elkészítésére, mely 1979 tavaszán jelent meg. Mindkét szótárát számos kiadás követte. 75 ezer szavas nagyszótára kéziratban maradt.
Felesége Barna Ida székesfehérvári tisztviselőnő volt, öt lányuk született. Élete utolsó éveiben, felesége 1978-as halála után visszavonultan élt Budapesten, a holland nyelvű De Hemel (A menny) című könyv fordításával foglalkozott. 1984-ben hunyt el Budapesten.